# Baranoa
Baranoa – miasto w Kolumbii, w departamencie Atlántico.